# استیو اندرهاب
استیو اندرهاب (انگلیسی: Steve Anderhub؛ زادهٔ ۱۲ july ۱۹۷۰ (۵۴ سال)) ورزشکار بابسلد اهل سوئیس است.
وی در مسابقات کشوری و بین‌المللی در مجموع برندهٔ ۱ مدال نقره، ۱ مدال برنز شده‌است.